# کازوهیرو اوگورا
کازوهیرو اوگورا (ژاپنی: 小倉 一浩؛ زادهٔ ۱۰ مهٔ ۱۹۷۲) یک بازیکن فوتبال اهل ژاپن است.
از باشگاه‌هایی که در آن بازی کرده‌است می‌توان به باشگاه فوتبال سانفریس هیروشیما اشاره کرد.